# Завадовка (Львовская область)
Завадовка (укр. Завадівка) — село в Турковской городской общине Самборского района Львовской области Украины.
Население по переписи 2001 года составляло 929 человек. Занимает площадь 1,5 км². Почтовый индекс — 82540. Телефонный код — 3269.